# Ancien tramway de Toulouse

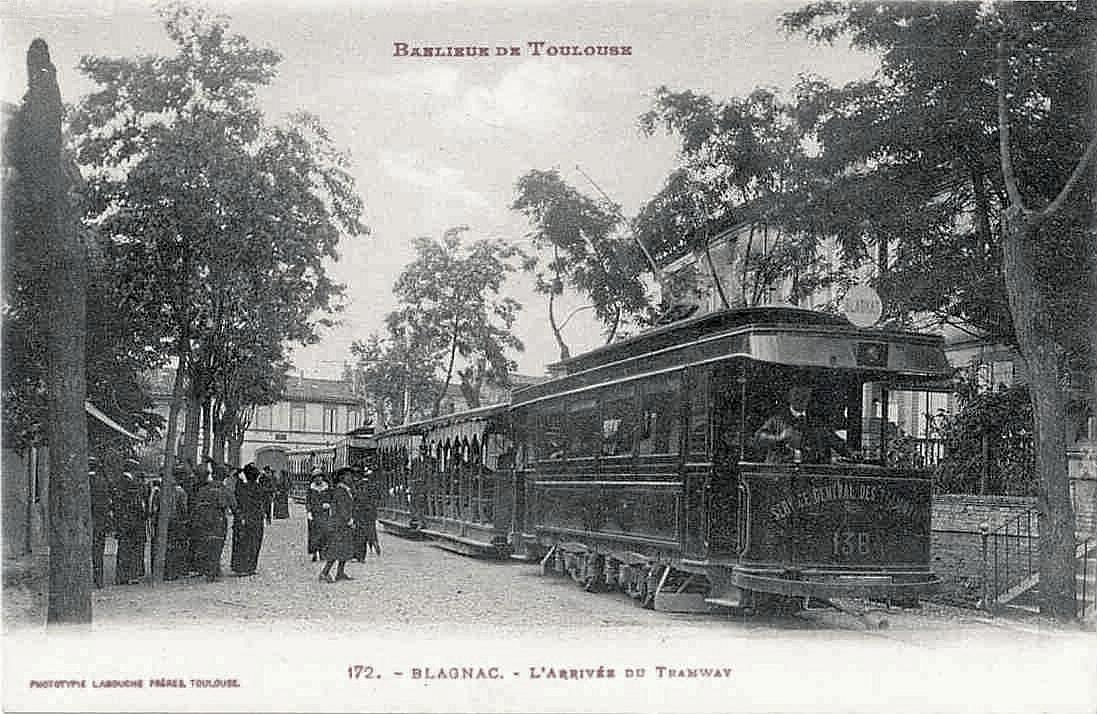
Tramway arrivant à Blagnac

L'ancien tramway de Toulouse est un réseau de tramway urbain à traction hippomobile puis électrique, qui fonctionna entre 1862 et 1957, dans la ville française de  Toulouse (Haute-Garonne, Midi-Pyrénées) et dans ses environs.
Il aura fallu plus de 50 années pour que le nouveau tramway de Toulouse circule dans l'agglomération toulousaine.

## Histoire

### Avant les omnibus: les voitures de place

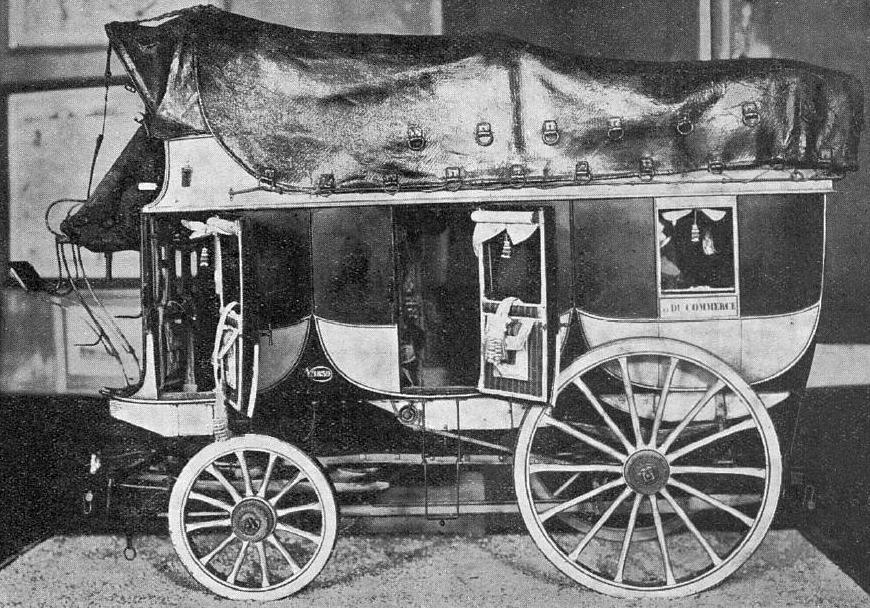
Une diligence à trois corps des Messageries du Midi et du Commerce de 1839.

Depuis la fin du XVIIIe siècle, les Toulousains peuvent louer des voitures de place. Leur tarif est assez cher et donc réservé aux privilégiés : 1,25 franc la course en 1842, 2 francs pour la banlieue plus 1,25 franc pour un retour à vide, le double la nuit.
Huit petites compagnies privées (les Toulousaines, Citadines, Languedociennes, Sylphides, Payses, Lionnes, Françaises...) se partagent ce petit marché dans les années 1840.
La mairie a bien tenté en 1836 de constituer un réseau régulier et meilleur marché (25 centimes la course) mais il est vite abandonné faute de passagers.

### La Compagnie (Pons) des Omnibus Toulousains (1862-1903)

#### Eugène Pons: appel d'offres et premier réseau (1862-1871)

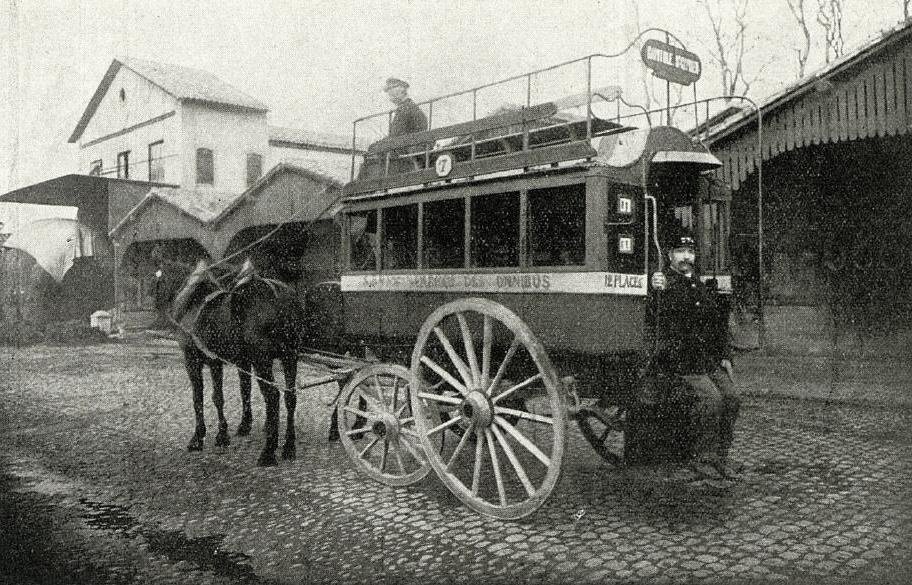
Le premier bus à impériale de Toulouse (en 1863).

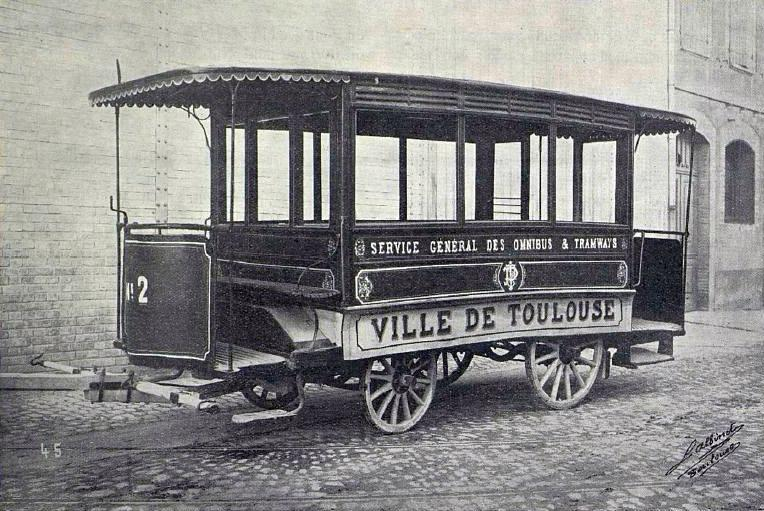
Omnibus 'Ripert' à chevaux toulousain, de 1882.

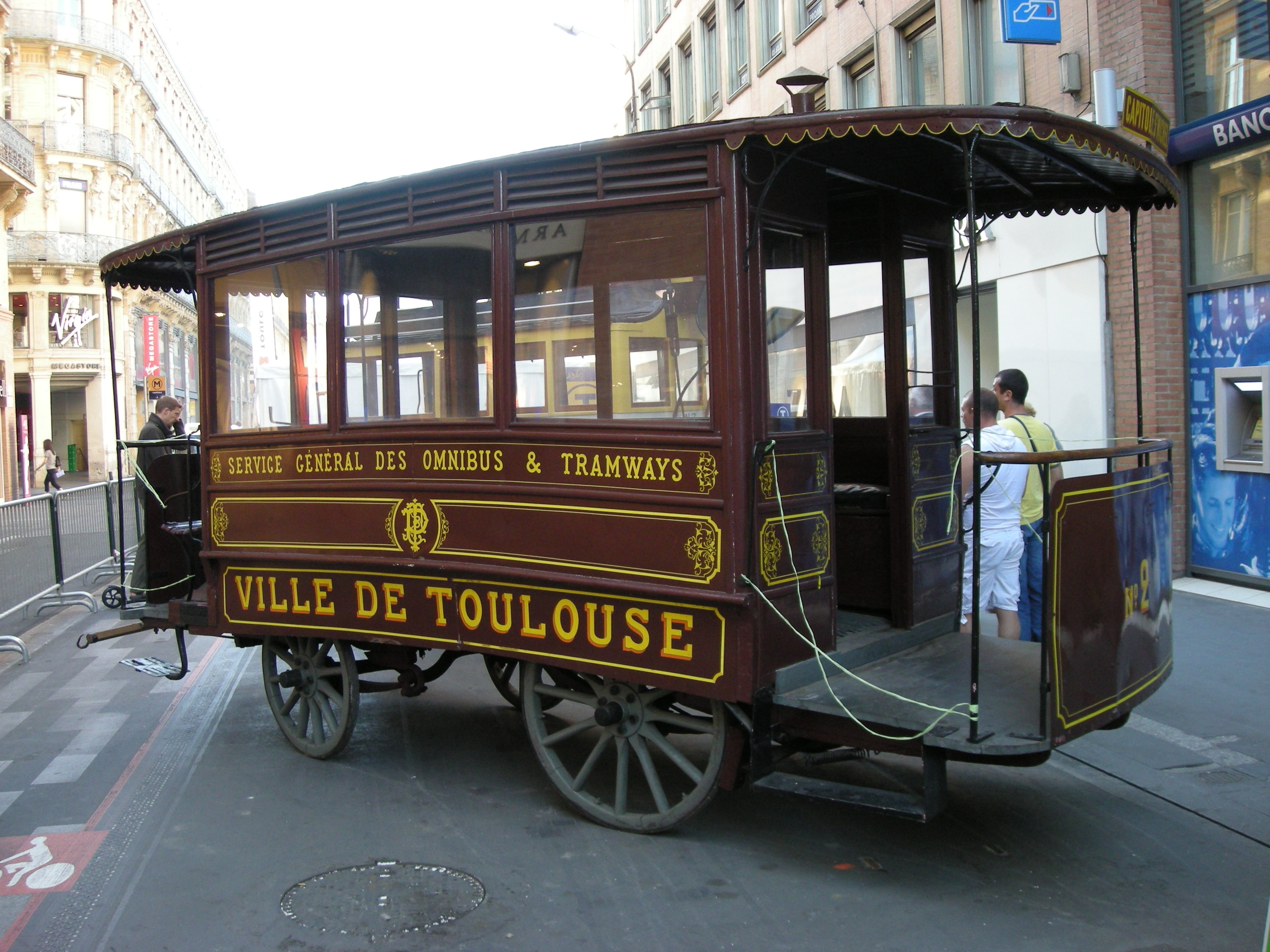
Omnibus Ripert de 1881.

L'ouverture en 1857 de la gare Matabiau et le relatif éloignement de celle-ci par rapport au centre-ville forcent la municipalité à rationaliser et équiper la ville d'un véritable réseau de transport en commun. Une navette fait bien la liaison avec la gare, mais son tarif (25 centimes) est encore trop élevé. La mairie lance un appel d'offres et c'est Eugène Pons, un riche minotier d'Auterive, qui a ses bureaux place Dupuy, près de la Halle aux Grains, qui se porte seul candidat et obtient, le 25 novembre 1862, le droit exclusif de faire circuler pendant 12 ans, (du 1er mai 1863 au 30 avril 1875), des omnibus dans Toulouse.
Les premières voitures hippomobiles sont fabriquées à Toulouse par le carrossier Mandement, rue du Rempart-Saint-Étienne. Le réseau initial est inauguré avec plus de deux semaines d'avance, le 12 avril 1863, comme l'annonce le Journal de Toulouse du 10 avril 1863 sur toute la largeur de sa dernière page :

« VILLE DE TOULOUSE. SERVICE GÉNÉRAL DES OMNIBUS. OUVERTURE DU SERVICE Dimanche 12 avril 1863 à une heure du soir. Les Omnibus destinés au service général de la VILLE DE TOULOUSE seront réunis sur la place du Capitole, pour être reçus officiellement par l'Administration municipale. L'inspection terminée, et sur le signal de M. le Maire, les Omnibus seront livrés immédiatement à la circulation publique et sur tous les points exploités.
LIGNES PARCOURUES : 1re Ligne : St-Cyprien, le Capitole et la Gare, 2e Ligne : St-Michel, le Capitole et la Gare, 3e Ligne : Casernes monumentales, Minimes, boulevards, rue Matabiau et la Gare. Le Service d'Eté commencera à 7 heures du matin et finira à 9 heures du soir. Le Service d'Hiver commencera à 8 heures du matin et finira à 8 heures du soir. L'INDICATEUR, qui sera ultérieurement livré au public, fera connaître les Stations, rues et places parcourues journellement.
PRIX DES PLACES : 10 CENTIMES de tous les points de départ AU CAPITOLE. Du CAPITOLE à tous les points de destination 10 CENTIMES. L'Administration a l'honneur d'informer le public qu'elle délivrera des Cartes d'abonnement à prix réduit dans les diverses Stations des lignes qu'elle desservira, et principalement Allées Louis-Napoléon, hôtel Thibaud, et au siège de la Direction, place Dupuy, 13. »

Très vite, le réseau s'agrandit et il est réorganisé à partir de la place du Capitole. Le succès est immédiat : 1,1 million de passagers dès 1863, 1,3 en 1864, plus d'1,5 en 1870. En 1870, la compagnie Pons dispose de 124 chevaux et 29 omnibus (16 à 22 places dont 9 à impériale, 9 à 14 places, 4 à 10-12 places). Le dépôt est à l'hôtel Thibaud sur les allées Louis-Napoléon (actuelles allées Jean-Jaurès). Entre-temps, Eugène Pons a obtenu en 1868 une prolongation de sa concession jusqu'au 30 avril 1893.

#### Firmin Pons: réorganisation, omnibus Ripert et premiers tramways (1871-1891)

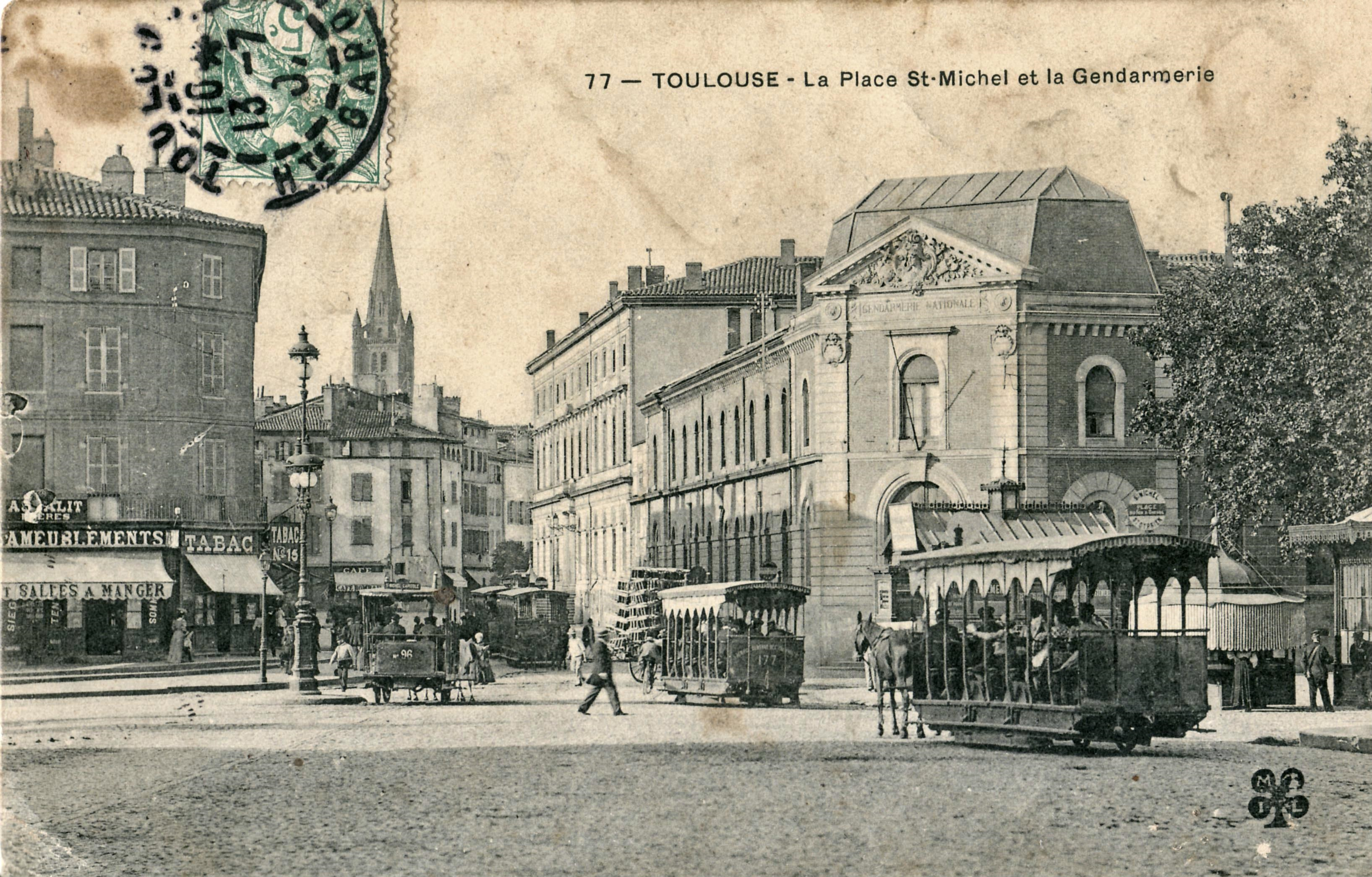
Tramways hippomobiles ouverts, vers 1907.

Eugène Pons meurt le 10 janvier 1871. Son fils Firmin, diplômé de l'École centrale en 1869 et qui a participé à la défense de Belfort pendant la guerre franco-prussienne, revient à Toulouse prendre la direction de l'entreprise. En 1877, il transfère le siège et le dépôt sur un vaste terrain au bord du canal du Midi, rue des Prés. Il s'attache également à moderniser le réseau. En 1882, une nouvelle convention est signée avec la Ville de Toulouse, prolongeant la concession jusqu'en 1898. Firmin Pons équipe le réseau de voitures Ripert, du nom du carrossier marseillais qui lança ces voitures à chevaux sans impériale mais avec options été-hiver.
Puis, progrès appréciable pour les utilisateurs éprouvés par les terribles pavés toulousains, l'arrivée des tramways hippomobiles qui permet à Firmin Pons de signer une convention notoirement plus longue (35 années de 1887 à 1922), justifiée par les dépenses de construction du réseau. Les premiers tramways roulent dans Toulouse à partir du 30 juillet 1887. En 1902, ce sont 118 voitures de tramways à traction animale qui sillonnent les rues toulousaines. Le trafic continue de progresser : 6,3 millions de passagers en 1882, 8,8 en 1887, 16,5 en 1905.

#### Firmin Pons: la grève de 1891
Première grève. C'est le 24 juin 1891 que les salariés de la compagnie Pons se mettent en grève et déposent à la préfecture un cahier de revendications, dont le passage de 16 à 12 heures de la journée de travail. On peut se demander si cette grève n'a pas été provoquée par le prototype de tramway électrique mis en place à l'occasion de la Foire de Toulouse et reliant le terminus du pont des Amidonniers au Ramier du Bazacle. Le préfet renvoie les grévistes au maire (Camille Ournac) qui décide, lors d'un conseil municipal officieux, de nommer une commission présidée par Jean Jaurès, alors adjoint à l'instruction publique, pour connaître et vérifier les comptes de la société Pons. Firmin Pons refuse ce contrôle le 3 juillet mais propose un compromis à la mairie : les cochers et conducteurs passeront à 12 heures avec 2 jours de repos par mois (1 jour pour les autres) en échange, entre autres, du versement à la société de l'augmentation de tarif des dimanches et jours fériés. Devant le refus de la mairie, Pons négocie tout seul un accord complexe avec les salariés qui obtiennent des améliorations différentes selon leur statut.
Deuxième grève et émeute. Mais très vite, ceux-ci s'estiment bernés car la journée de 12 heures s'étire à 13 ou 14 heures et le 29 juillet, ils se remettent en grève. Pons fait aussitôt placarder un avis avertissant les grévistes que tout salarié ne se présentant pas à son poste de travail le 30 sera considéré comme démissionnaire. D'où une journée d'émeute dans Toulouse ce jour-là, les grévistes, accompagnés de leurs femmes, renversant des tramways et incendiant plusieurs kiosques.
Compromis négocié par Jaurès et fin de la grève. Lors d'une réunion d'urgence ce même jour à la préfecture avec Ournac, Jaurès, les délégués syndicaux et Pons, celui-ci propose une paye de 2,75 francs par jour, la journée de 12 heures en moyenne et la réintégration de tous les salariés non condamnés. En échange la Ville renonce aux 10500 francs de droits de stationnement pendant un an. L'accord est ratifié le lendemain 31 juillet par le conseil municipal au cours duquel Jaurès déclare : « Le sacrifice demandé à la Ville est-il trop grand au regard des avantages faits en faveur des employés des tramways et du résultat qui consiste à assurer la tranquillité publique ? Je ne le crois pas. (...) Le renouvellement de la grève a amené dans tous les esprits l'idée qu'il fallait faire des sacrifices. (...) Je crois que l'administration municipale a fait aussi une œuvre sage tout en consentant le moins de sacrifices possibles et que le Conseil le comprendra. » La grève terminée, les cochers sont couverts de fleurs par les vendeuses des marchés de la ville.

#### Firmin Pons: vers l'électrification (1891-1903)

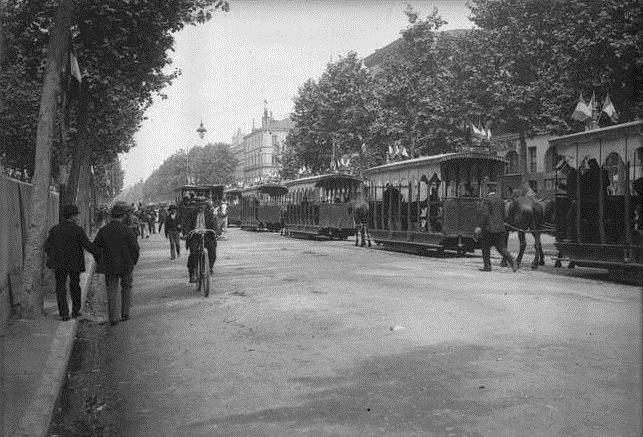
Tramway hippomobile, dans Toulouse, 1895

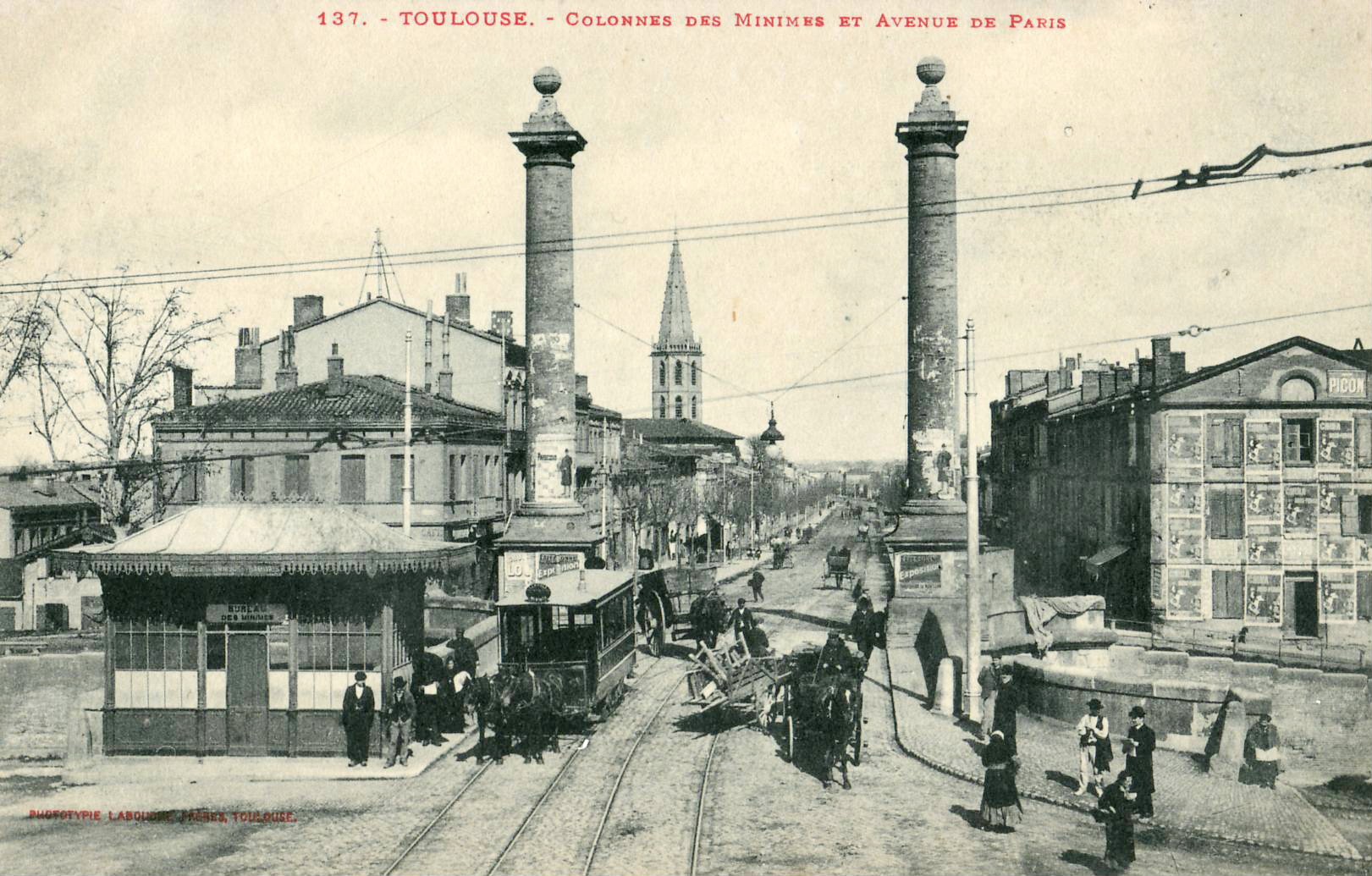
Tramway hippomobile sur le Pont des Minimes, peu avant la mise en service du tramway électrique, dont les lignes aériennes de contact sont déjà en place.

Les réticences de Firmin Pons. Très satisfait du réseau de tramway hippomobile et soucieux de ne pas se lancer dans de considérables frais d'équipement, Firmin Pons résiste longtemps aux souhaits de la municipalité qui veut, comme les autres grandes villes françaises et européennes, passer au tramway électrique.
En 1898, le maire radical Honoré Serres part même faire un tour d'Europe avec Firmin Pons pour se renseigner sur 6 réseaux existants en Italie (Turin et Milan), en Suisse (Genève), en Belgique (Bruxelles) et en France (Le Havre et Nancy). Ce qui semble vaincre les réticences de Firmin Pons qui consent à faire une demande officielle mais très prudente à la municipalité le 12 février 1900 : l'entrepreneur y souligne en effet que le passage à l'électricité n'apportera pas d'amélioration en matière de prix (qui ont toujours été très bas à Toulouse) ni de fréquences (déjà élevées), que les progrès en matière de vitesse ne pourront se faire que sur les grands axes dégagés de la banlieue et que les voitures électriques n'ont pas de configuration d'été, nécessaires « pour nos climats ». Il conseille donc dans un premier temps de réserver le tramway électrique à certaines nouvelles lignes.
La concession de 1902. Approuvée par le Conseil municipal du 28 décembre 1900, la nouvelle concession prévoyant l'électrification est signée par Honoré Serres et Firmin Pons le 12 août 1902. En échange de se voir confier la construction et l'exploitation du nouveau réseau électrifié à ses « seuls risques et périls », Pons obtient une concession de 50 ans courant donc jusqu'au 2 septembre 1952.
Le traité prévoit l'électrification des lignes de tramway hippomobiles existantes (à part celles passant par la rue d'Alsace-Lorraine où la mairie ne souhaite pas voir de fils trolley) et la création de 11 nouvelles d'ici 6 ans. Les travaux peuvent commencer.
Pour les financer en partie, Firmin Pons transforme le 19 juillet 1903 sa compagnie en Société Anonyme des Tramways et Omnibus Firmin Pons dont il vend à cette occasion 7 % du capital.

Carte animée de l'évolution des infrastructures ferroviaires de l'agglomération de Toulouse, dont celle des anciens et actuels tramways, de 1885 à nos jours.

### Les Tramways et Omnibus Firmin Pons (1903-1920)

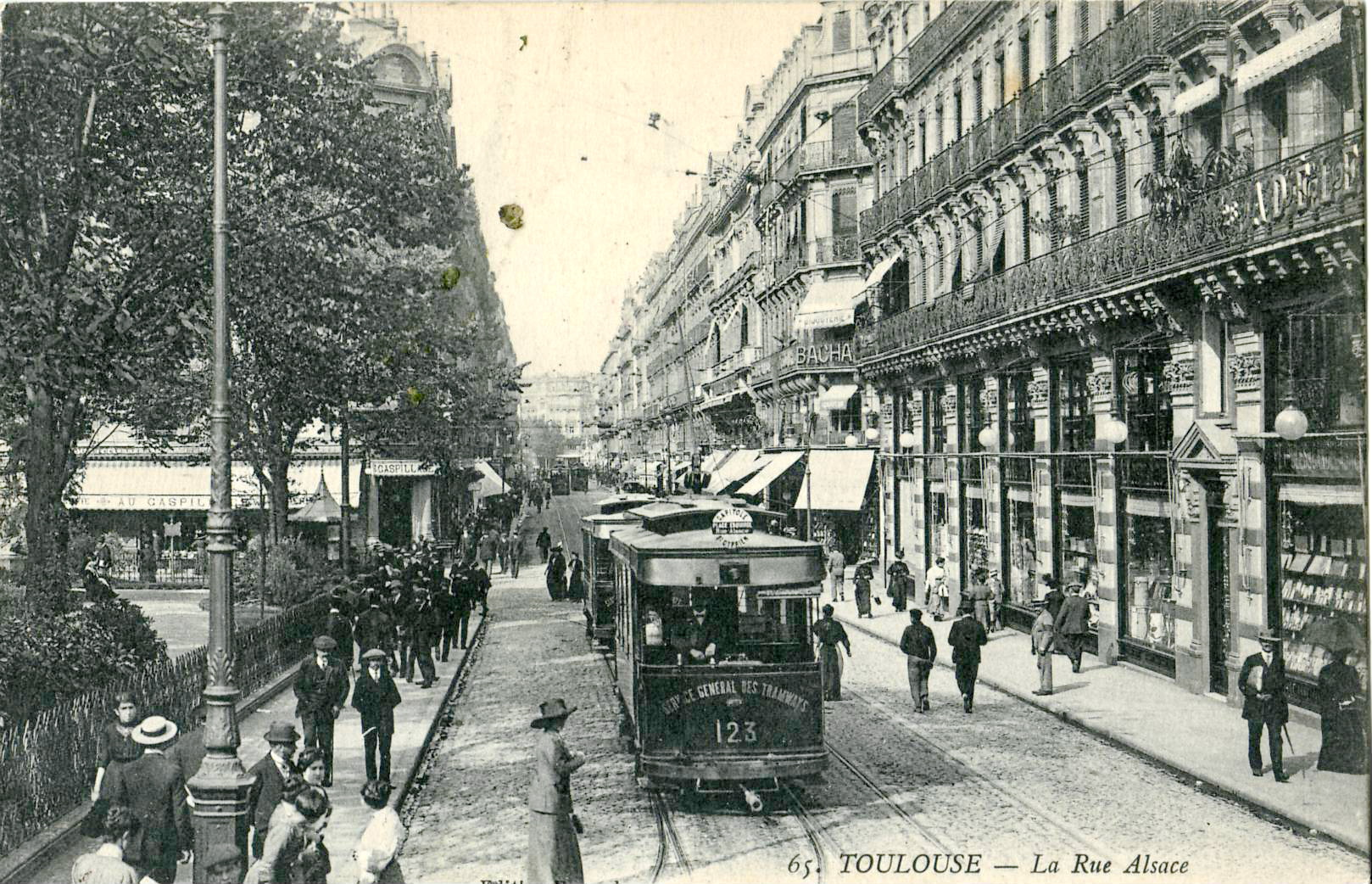
Tramway électrique de la Concession Pons, rue d'Alsace, vers 1919

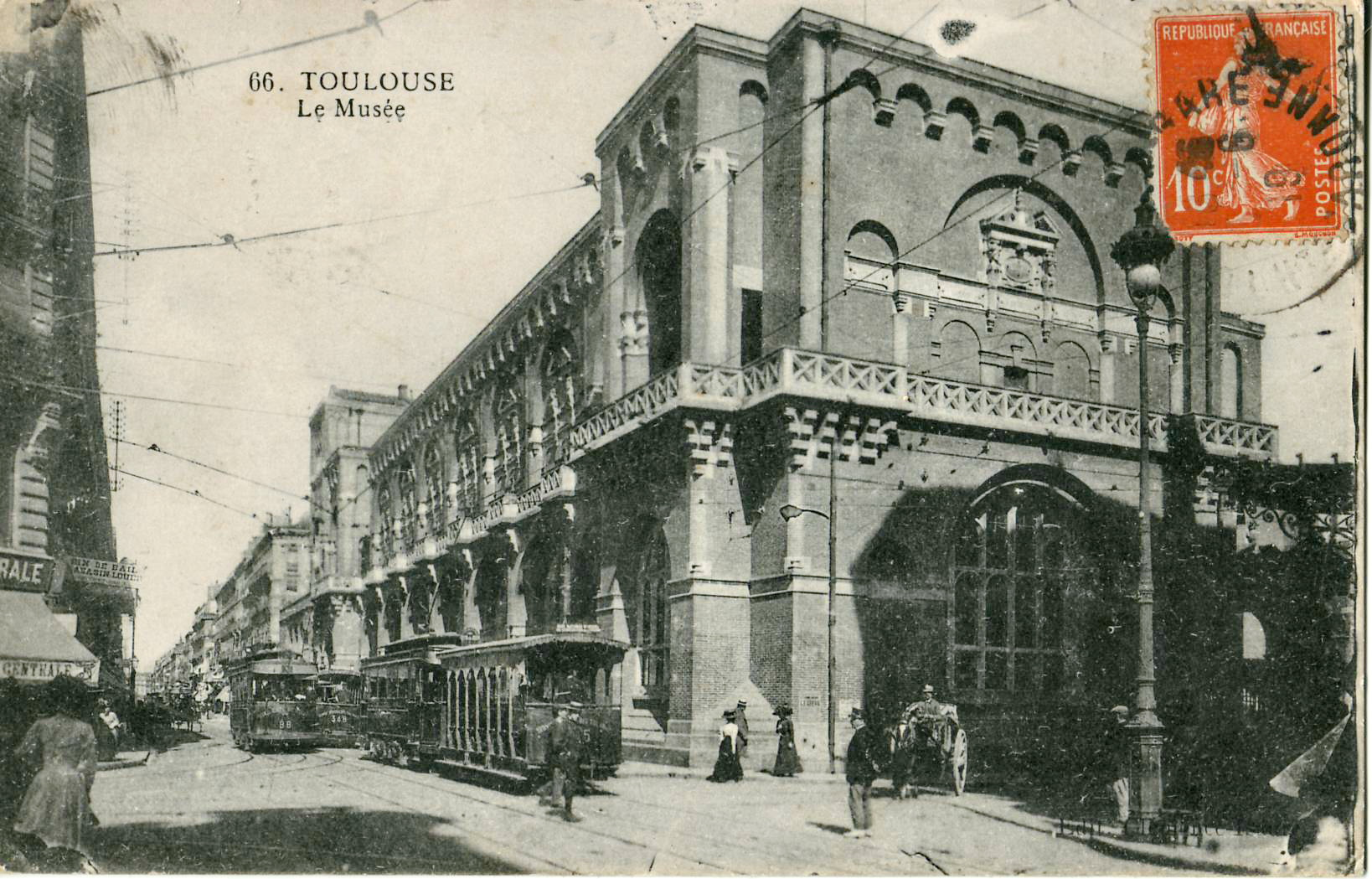
Tramways, le long du Musée (Musée des Augustins)

#### La construction du réseau électrifié (1903-1906)
S'il commande assez vite les matériels nécessaires, Pons commence trop tardivement les travaux au goût de la municipalité avec laquelle les relations vont devenir glaciales, particulièrement après la mort d'Honoré Serres, remplacé début 1906 par le socialiste Albert Bedouce.
Celui-ci refuse ainsi le 3 avril 1906 une invitation de Pons à « l'occasion de la très tardive sortie officielle des voitures électriques », prétextant de « la situation précaire » de son personnel, de « la dévastation des allées Lafayette par la boucle, la traversée du Jardin des Plantes » et du fait qu'il n'a pas fait « enlever les rails déposés sur les promenades et dans les rues depuis des mois entiers ».
La mauvaise humeur municipale n'empêche pas l'autorisation de la mise en exploitation des 3 premières lignes électriques le 23 avril et leur mise en service (boycottée par le conseil municipal)
le 7 mai :
- ligne AE (Lafayette - Ponts-Jumeaux),
- ligne FE (Rue d'Alsace - Barrière-de-Paris)
- ligne IE (Rue d'Alsace - Barrière de Croix-Daurade).

le 14 novembre :
- ligne BE de Lafayette à Saint-Michel (le "E" accolé à l'ancien nom de ligne signifie qu'elle est désormais électrifiée).

#### Le développement du réseau (1906-1914)

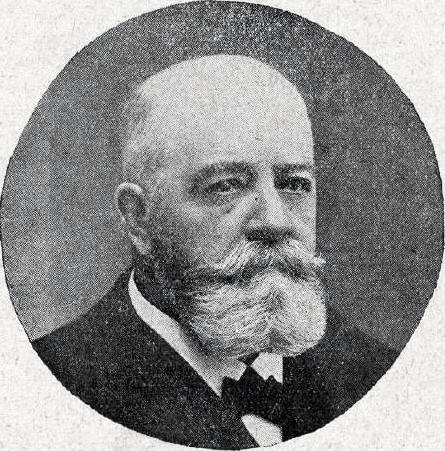
Firmin Pons en 1920.

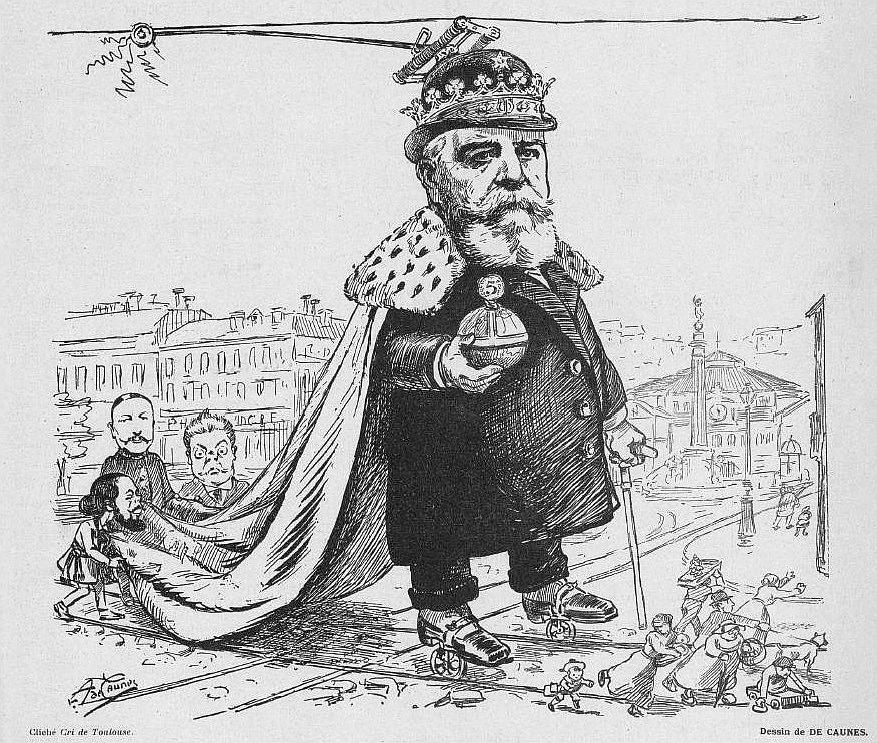
Firmin Pons, dit 'l'Empereur Pons', en 1917.

Entre 1906 et 1914, la Société Pons électrifie environ 3 nouvelles lignes chaque année, tout le réseau concédé en 1902 est ainsi réalisé avant la Première Guerre mondiale.
Après avoir vainement attendu une innovation technique permettant d'éviter les fils trolley, la municipalité se résout en 1908 à faire passer le tramway électrique par la rue d'Alsace-Lorraine permettant l'électrification des lignes C (Capitole - Gare Matabiau), E (Capitole - Saint-Cyprien) et G (Capitole - Saint-Michel). Il faut dire que les contraintes techniques et légales ne permettent plus au tramway électrique de passer par les rues anciennes du centre ville.
Parallèlement, les quelques lignes fonctionnant encore avec les voitures Ripert et les omnibus à chevaux sont transformées en lignes de tramways hippomobile. Firmin Pons estime en effet qu'une ligne ne peut être électrifiée que lorsqu'elle atteint une recette de 50 000 francs par an.
La multiplication des lignes et la nouvelle configuration du réseau en centre-ville impose de créer des pôles secondaires en plus de la place du Capitole désormais très embouteillée : place Étienne-Esquirol, place Matabiau (Jeanne-d'Arc), carrefour des allées Lafayette (Jean-Jaurès).
En 1909, le réseau en étoile comprend alors 14 lignes sur une distance totale de 142 kilomètres.
Avant 1914, le réseau a la configuration suivante :
Lignes urbaines
- ligne AE : - Lafayette  - Ponts-Jumeaux
- ligne BE : - Lafayette - Saint-Michel
- ligne CE : - Saint-Michel - Gare Matabiau
- ligne EE : - Lafayette - Gare Matabiau
- ligne FE : - Capitole - Barrière-de-Paris
- ligne GE : - Capitole - Gare de Roguet
- ligne HE : - Saint-Michel - Saint-Cyprien
- ligne IE : - Capitole - Barrière Croix-Daurade
- ligne KE : - Lafayette - Guilheméry
- ligne LE : - Lafayette - Cimetière
- ligne ME : - Esquirol - Gare de Saint-Agne
- ligne OE : - Capitole - Côte Pavée
- ligne PE : - Capitole - Pont des Demoiselles
- ligne QE : - Capitole - Le Busca
- ligne RE : - Capitole - Barrière de Muret
- ligne TE : - Esquirol - Gare Saint-Cyprien
- ligne UE : - Esquirol - Champ de courses

À ces lignes s'ajoutaient : 
- plusieurs lignes de banlieue

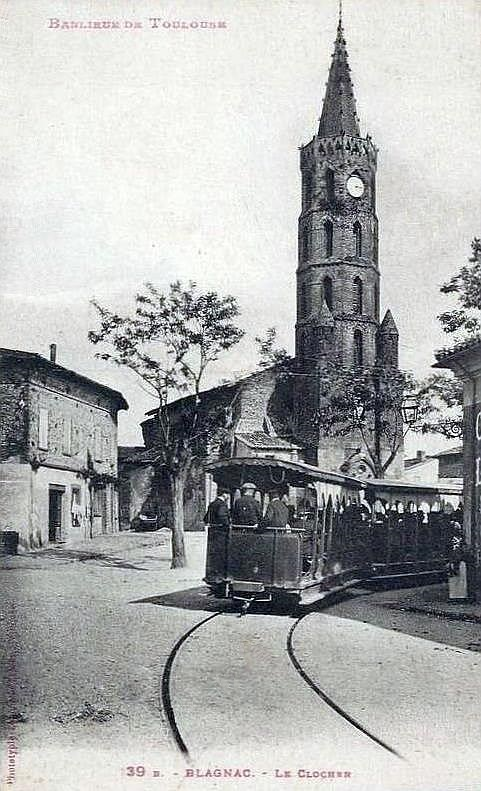
La ligne Esquirol - Purpan - Blagnac, devant l'église de la commune (1910).

- ligne JE : - Capitole - Croix-Daurade - Pont de l'Hers
- ligne NE : - Capitole - Aucamville
- ligne PE : - Capitole - Montaudran
- ligne RE : - Capitole - Lafourguette
- ligne TE : - Esquirol - Lardenne
- ligne ZE : - Esquirol - Saint-Simon

- des lignes suburbaines
- Esquirol - Purpan - Blagnac (7,4 km)
- Esquirol - Saint-Martin-du-Touch - Colomiers (9,6 km)
- Esquirol - Saint-Agne - Castanet (10,6 km)

Durant la Première Guerre mondiale, Firmin Pons mettra en place un itinéraire entre la Cartoucherie et l'Arsenal pour le transport des munitions et des convois spéciaux pour acheminer gratuitement les blessés vers les hôpitaux militaires de Toulouse.
À la demande du recteur d'académie et de la directrice du lycée de jeunes filles de Toulouse (l'actuel lycée Saint-Sernin), Firmin Pons dédie deux tramways à l'acheminement de jeunes filles de bonne famille. Il crée aussi le « train des maraîchers » sur les lignes de Croix-Daurade et d'Aucamville. Ces trains alimentent les marchés de la ville en légumes et en violettes lorsque la saison s'y prête.

### La Société des Transports en Commun de la région Toulousaine (STCRT)

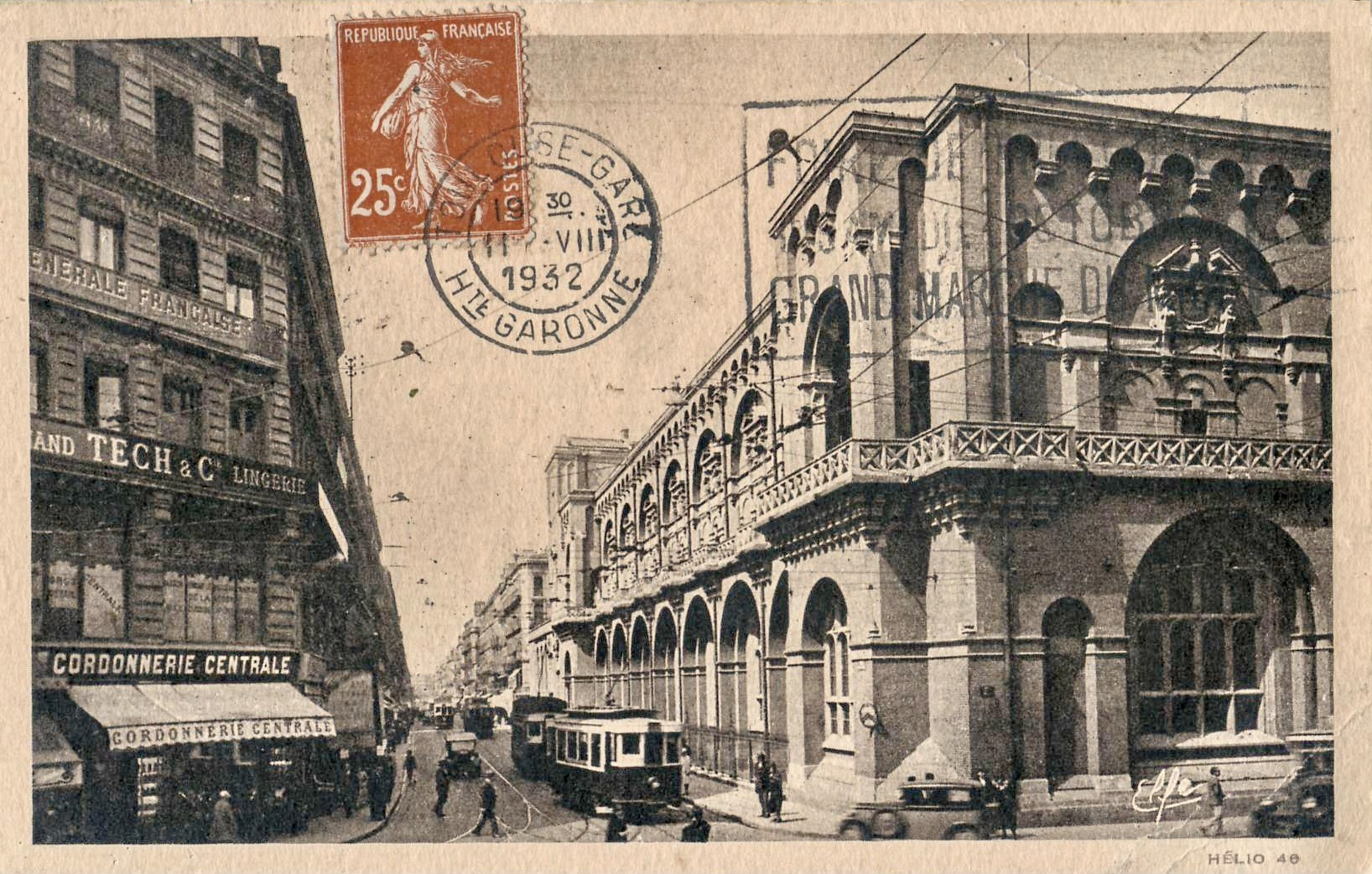
Tramways STCRT, le long du Musée

En 1920, Firmin Pons décède. Le réseau est exploité par la Société des Transports en Commun de la région Toulousaine (STCRT). Cette société est affiliée en 1926 au groupe Mariage, maison mère parisienne qui détient les parts de la STCRP, et de la compagnie des Tramways de Nice.
Les lettres désignant les lignes sont remplacées par des numéros pairs (sauf la ligne 1):
- 1, 2, 4, 6, 8, 10, 12, 14, 16, 18, 20, 22, 24 et 26, lignes urbaines
- 40, 42, 44, 46, 48, 50, 60, 62, 64, 66 et 68, lignes de banlieue

Les lettres E à R désignent les lignes d'autobus
Une ligne supplémentaire portant l'indice 15 sera ouverte en 1929, entre la Cartoucherie et Guilheméry puis Moscou.

### La Régie des Transports en Commun de la région Toulousaine (RTCRT)
En 1945 est créée la Régie des Transports en Commun de la région Toulousaine (RTCRT). Elle devient le nouvel exploitant du réseau. La RTCRT est abandonnée un an après sa création pour un retour à la STCRT.
En 1948, la municipalité essaye de remplacer le tramway par le trolleybus, mais c'est un échec. L'autobus (apparu en 1926), la Seconde Guerre mondiale, ainsi que la voiture individuelle, ont finalement raison du tramway qui disparaît totalement le 7 juillet 1957.
Les premiers couloirs de bus sont aménagés en 1970 pour pallier les premiers problèmes de circulation.

### Galerie

Tramways hippomobiles
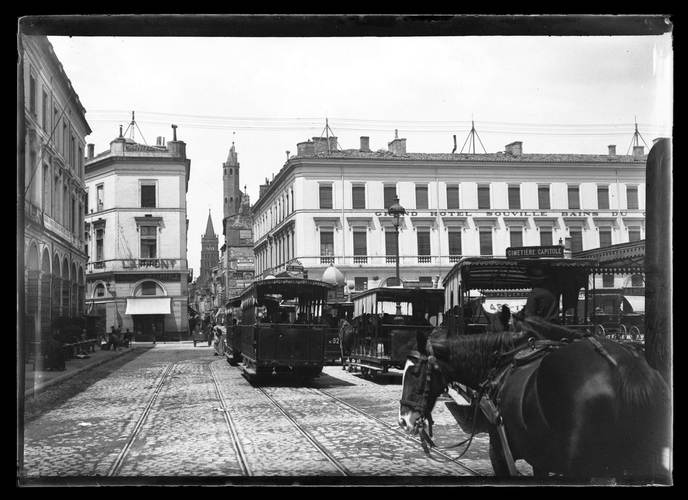
Les tramways hippomobiles en 1899 place du Capitole.
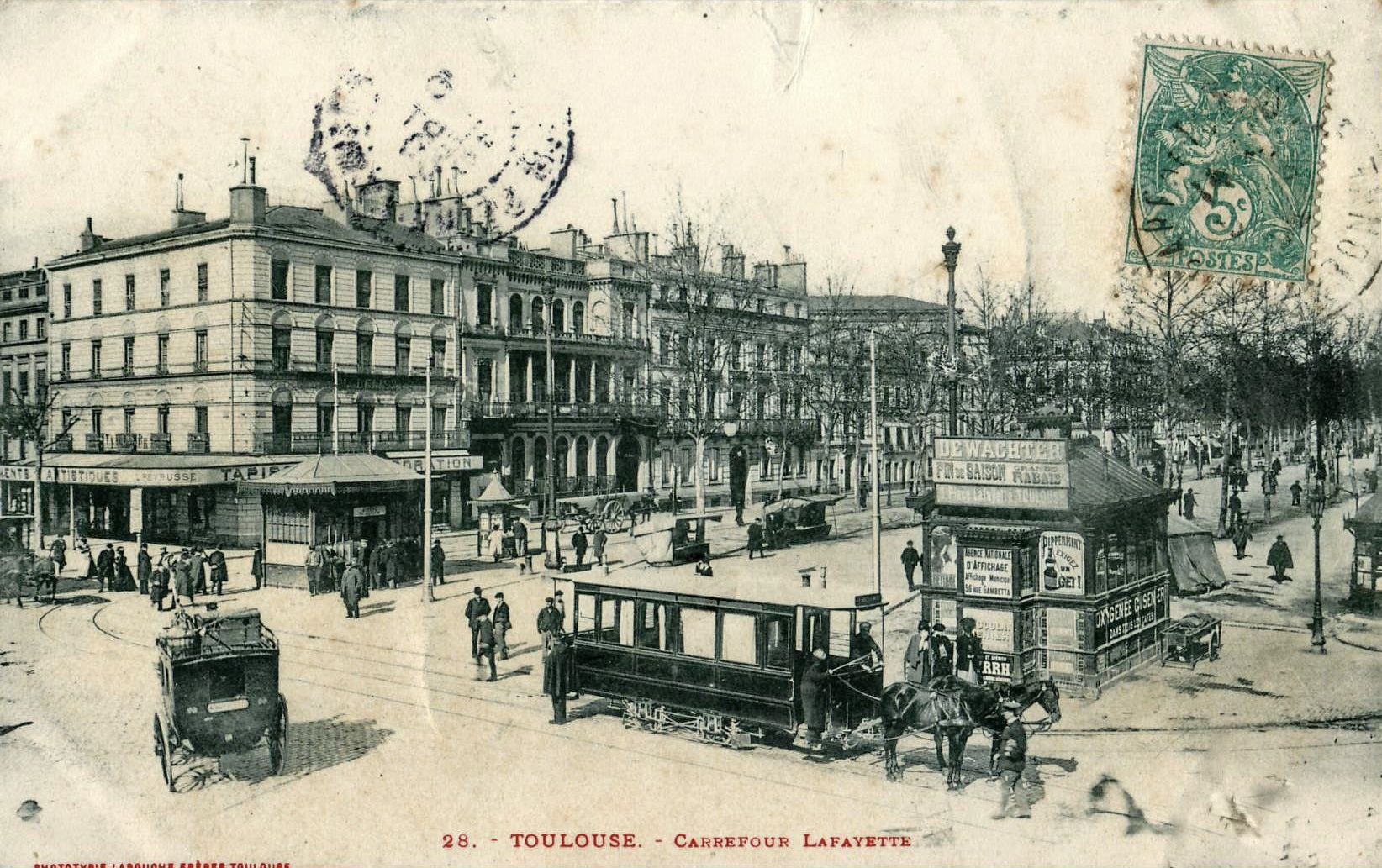
Tramway hippomobile, carrefour Lafayette
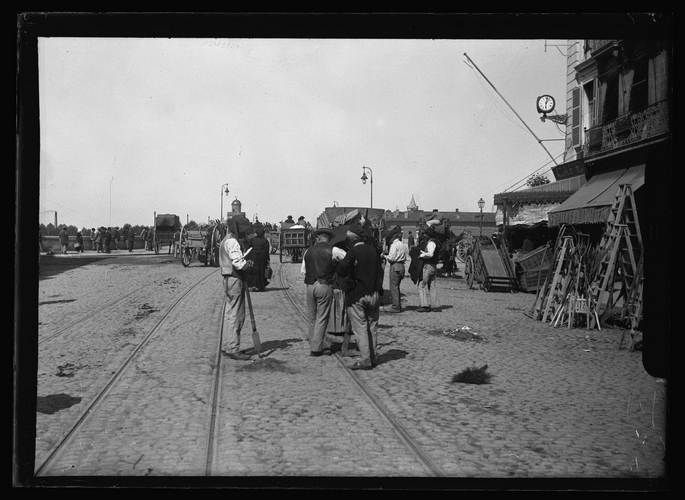
Entretien des voies en 1899

Tramways électriques
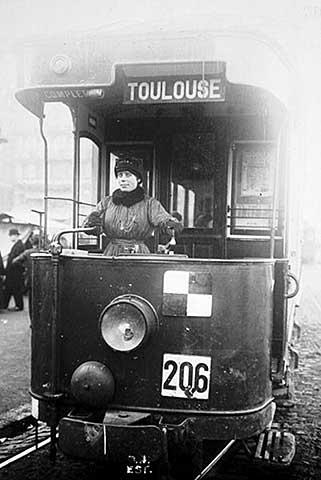
Un tramway et sa conductrice dans les années 1914-1918
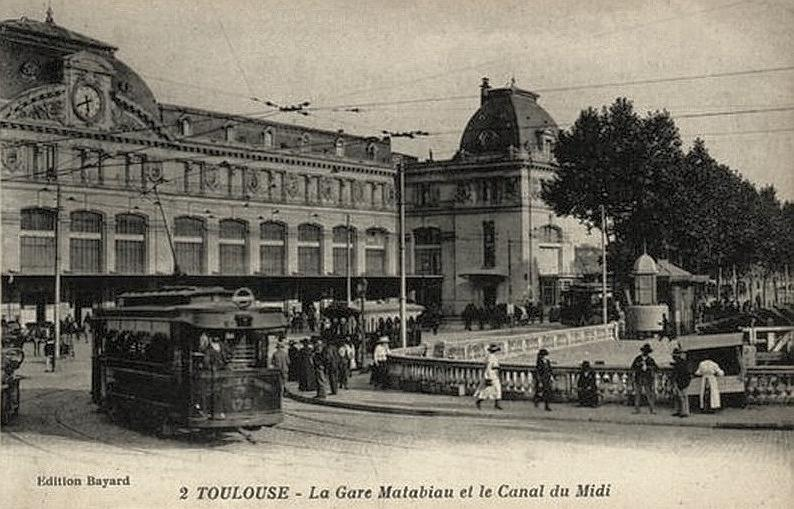
Tramway électrique devant la gare Matabiau
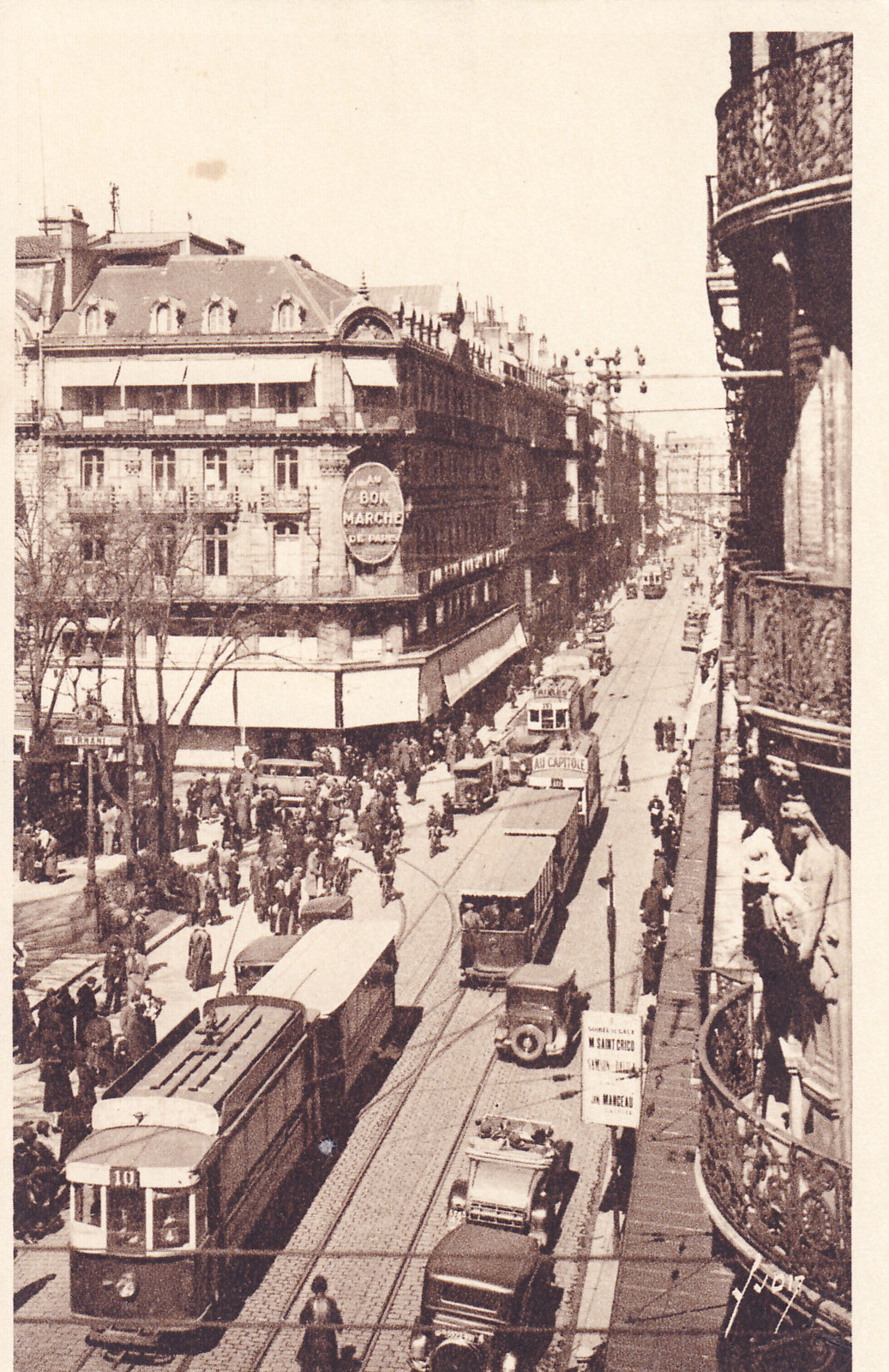
Tramways rue Alsace-Lorraine, dans les années 1930
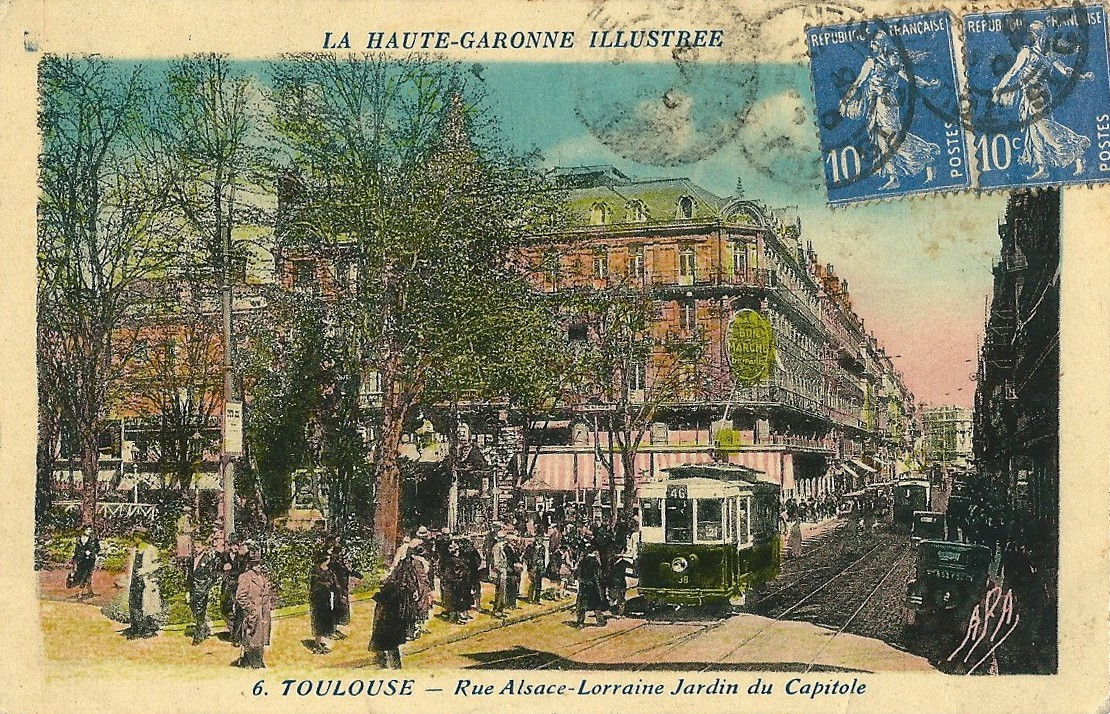
Un tramway rue Alsace Lorraine

## Matériel roulant
Matériel moteur
- 150 motrices « Jeumont » livrées entre 1906 et 1909, à 2 essieux, no 1 à 150
- 10 motrices « Satramo », livrées en 1930, no 151 à 160
- 2 motrices T0, provenant de Paris, du réseau de la STCRP, no 161 et 162.

Matériel remorqué
- 135 remorques provenant d'anciennes voitures de tramways à chevaux

## Vestiges et matériels préservés

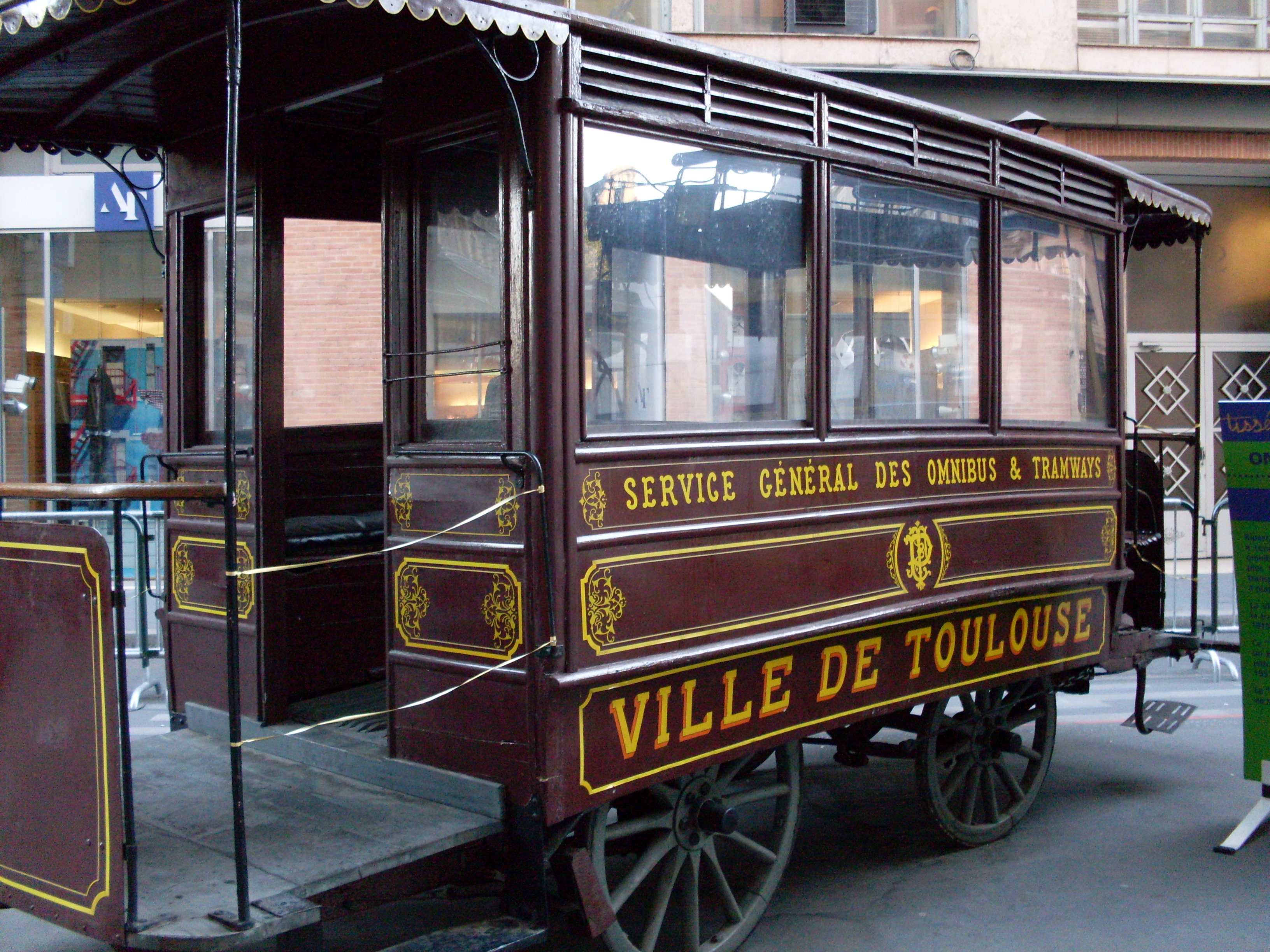
Tram hippomobile provenant de l'AMTUIR appelé « car Ripert » et exposé à Toulouse
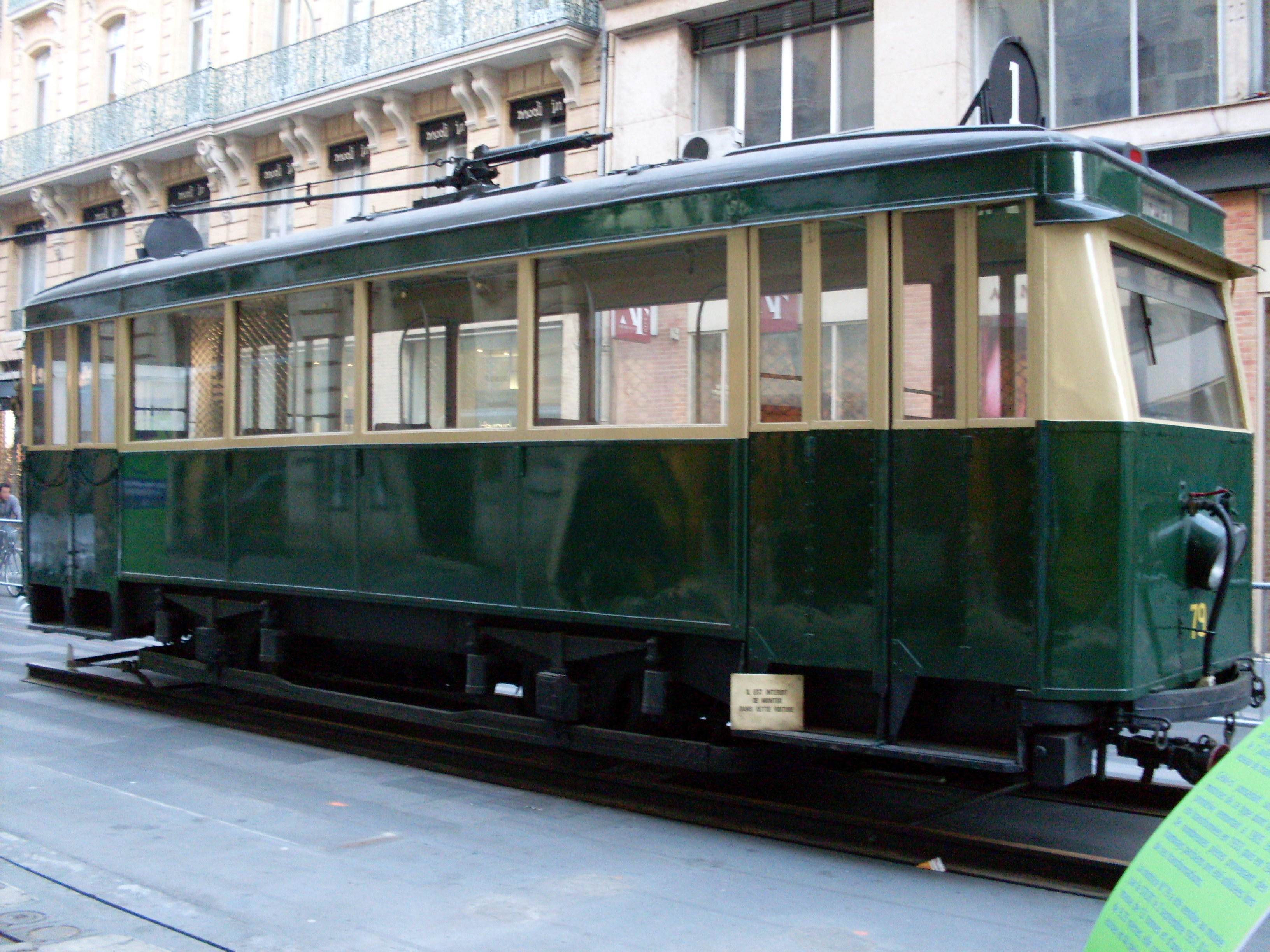
Motrice Jeumont no 79, en service de 1947 à 1957, préservée par l'AMTUIR.

Deux véhicules sont préservés à Chelles par l'AMTUIR.
- Un omnibus à chevaux appelé Car Rippert datant de 1881.
- La motrice no 79, reconstruite par Jeumont en 1947.